# Liopropoma dorsoluteum
Liopropoma dorsoluteum là một loài cá biển thuộc chi Liopropoma trong họ Cá mú. Loài này được mô tả lần đầu tiên vào năm 1999. Danh pháp khoa học của loài cá này, dorsoluteum, ám chỉ "phần lưng màu vàng" của nó.

## Phân bố và môi trường sống
L. dorsoluteum có phạm vi phân bố ở Tây Thái Bình Dương. Loài cá này trước đây được biết đến qua 2 tiêu bản, được tìm thấy tại quần đảo Yaeyama (Okinawa, Nhật Bản), sau đó đã được xác nhận là tìm thấy tại Indonesia. Không rõ độ sâu tìm thấy các mẫu vật.

## Mô tả
L. dorsoluteum có chiều dài cơ thể tối đa được ghi nhận là 20,6 cm. Đầu và cơ thể có màu đỏ sáng, ngoại trừ màu vàng ở vùng lưng. L. dorsoluteum có sự tương đồng nhất với loài Liopropoma erythraeum, nhưng L. dorsoluteum có vây ngực ngắn hơn và ít số lược mang hơn L. erythaeum.
Số gai ở vây lưng: 8; Số tia vây mềm ở vây lưng: 12; Số gai ở vây hậu môn: 3; Số tia vây mềm ở vây hậu môn: 9; Số vảy đường bên: 52 – 53; Số gai ở vây bụng: 1; Số tia vây mềm ở vây bụng: 5.